# Symphyllia
Symphyllia ist eine Gattung der Steinkorallen, die im Roten Meer und im tropischen Indopazifik, nördlich bis Japan und östlich bis zum südlichen Zentralpazifik vorkommt. Die Arten dieser Gattung leben an Riffhängen mit mäßiger Strömung und auf brandungsgeschützten Saumriffen.

## Merkmale
Die Wuchsform ihrer massiven Kolonien ist kuppelförmig. Sie erreichen einen Durchmesser bis 70 Zentimeter. Die Koralliten sind mäanderartig gewunden (meandroid) und haben eine Breite von einem bis zwei Zentimetern. Auch die Wälle zwischen den Koralliten sind relativ breit. Auf der oft andersfarbigen Oberseite der Wälle gibt es meist eine rillenartige Vertiefung. Viele kleine Mundöffnungen in den Tälern zeigen, dass jeder Korallit mehrere Polypen beherbergt. Die Tentakel der Polypen sind tagsüber eingezogen. Die Korallen ernähren sich hauptsächlich mit Hilfe ihrer symbiotischen Zooxanthellen. Die Farbe variiert und kann braun, grau, grün, seltener bläulich oder rötlich sein und fluoreszieren. Die obere Zone oder eine Seite der Wälle sind oft heller gefärbt.

## Systematik
Symphyllia wird in der traditionellen Steinkorallensystematik in die in ihrer heutigen Zusammensetzung polyphyletische Familie Mussidae gestellt. In einer neueren phylogenetischen Studie bildet Symphyllia mit Lobophyllia ein gemeinsames Taxon, das wiederum zusammen mit Cynarina, Scolyma, Oxypora und Echinophyllia eine neue Klade bildet, für die wahrscheinlich eine neue Steinkorallenfamilie aufgestellt werden muss.